# Casa Sirotti
La casa Sirotti è un edificio storico presente a Cesena, annesso al Palazzo Sirotti Gaudenzi.
Le origini dello stabile risalgono al periodo malatestiano (XV secolo).
Secondo la tradizione, vi avrebbe dimorato san Carlo Borromeo, di cui, sino al XIX secolo, era visibile un ritratto affrescato nel vano dello scalone dell'edificio. Il Palazzo, caratterizzato da due sobrie facciate (sulla via Montalti e sulla via Pasolini) di epoca rinascimentali, conserva un'antica loggia presente nella corte interna. In particolare, quest'ultima è abbellita da pilastri e colonne alla sommità delle quali vi sono capitelli di epoca malatestiana.